# Whitestone, Ontario
Whitestone är en kommun i Kanada.   Den ligger i provinsen Ontario, i den sydöstra delen av landet, 300 km väster om huvudstaden Ottawa. Whitestone ligger 252 meter över havet och antalet invånare är 918.